# シンシナティ・アウトロー・レッズ
シンシナティ・アウトロー・レッズ（Cincinnati Outlaw Reds）は、1884年にオハイオ州シンシナティを本拠地として、ユニオン・アソシエーションに加盟していたプロ野球チーム。

## 球団史
1884年のユニオン・アソシエーション創立に合わせてチームが結成された。所有者はシンシナティでレッドストッキングス（現シンシナティ・レッズ）を所有していたジャスタス・ソーナー。ソーナーはレッドストッキングスが本拠地としていたバンク・ストリート・グラウンズのリースの権利を取得して、レッドストッキングスを球場から追い出してしまう。追われたレッズは急遽新たな本拠地（アメリカン・パーク）を建設しなければならなくなった。
リーグの中では投手力の充実したチームで、開幕当初はナショナルリーグで無安打試合の経験のあるジョージ・ブラッドリーと、外野手を兼ねていたディック・バーンズの二人が中心となっていたが、シーズン中にクリーブランド・ブルースのエースだったジム・マコーミックや、後の1890年にナショナルリーグ首位打者となるジャック・グラスコックなどを補強した。
最初の監督だったダン・オレアリーは、6月にセントルイス・マルーンズとの8連戦で5連敗を喫した際、統率力のなさを指摘されて監督を交代、サム・クレーンが選手兼任監督となってからは更に勝率を伸ばす。8月26日のゲームでディック・バーンズが無安打試合（スコアは3対1）を達成、また9月以降は24勝3敗という高い勝率を誇ったが、最終的には首位のマルーンズに20ゲーム以上離れた3位でシーズンを終えた。
ただ経営陣のソーナーやジョン・マクリーンは、シーズン終盤既にユニオン・アソシエーションの存続が危ういことを感じており、アウトロー・レッズをナショナルリーグに移すため、同年不振だったデトロイト・ウルバリンズをナショナルリーグから追い出すことまで画策していたそうである。しかしこの思惑はウルバリンズのオーナー交代で当てが外れ、シーズン終了後にチームはリーグ消滅と共に解散した。

## 戦績
※順位は勝率による。
| 年度   | リーグ | 試合 | 勝利 | 敗戦 | 勝率 | 順位 | 監督                            | 本拠地              |
| ------ | ------ | ---- | ---- | ---- | ---- | ---- | ------------------------------- | ------------------- |
| 1884年 | UA     | 105  | 69   | 36   | .657 | 3位  | ダン・オレアリー サム・クレーン | Bank Street Grounds |

## 所属した主な選手
- ディック・バーンズ：外野手及び投手。1884年は打率.306、リーグ最多三塁打を記録、また8月26日に無安打試合を達成。
- ジム・マコーミック：前年のナショナルリーグ最優秀防御率投手。シンシナティでは21勝3敗、防御率1.54と活躍した。
- ジョージ・ブラッドリー：25勝15敗を記録。投手を務めたのは1884年まで。
- フレッド・ロビンソン：後の野球殿堂入り監督ウィルバート・ロビンソンの兄。3試合のみの出場だった。
- ジョン・ユーイング：殿堂入り選手バック・ユーイングの弟。シンシナティでは1試合のみの出場だった。

## 主な球団記録
- 通算安打数：107（ディック・バーンズ）
- 通算本塁打：4（ディック・バーンズ）
- 通算勝利数：25（ジョージ・ブラッドリー）
- 通算奪三振：168（ジョージ・ブラッドリー）